# 大阪灣

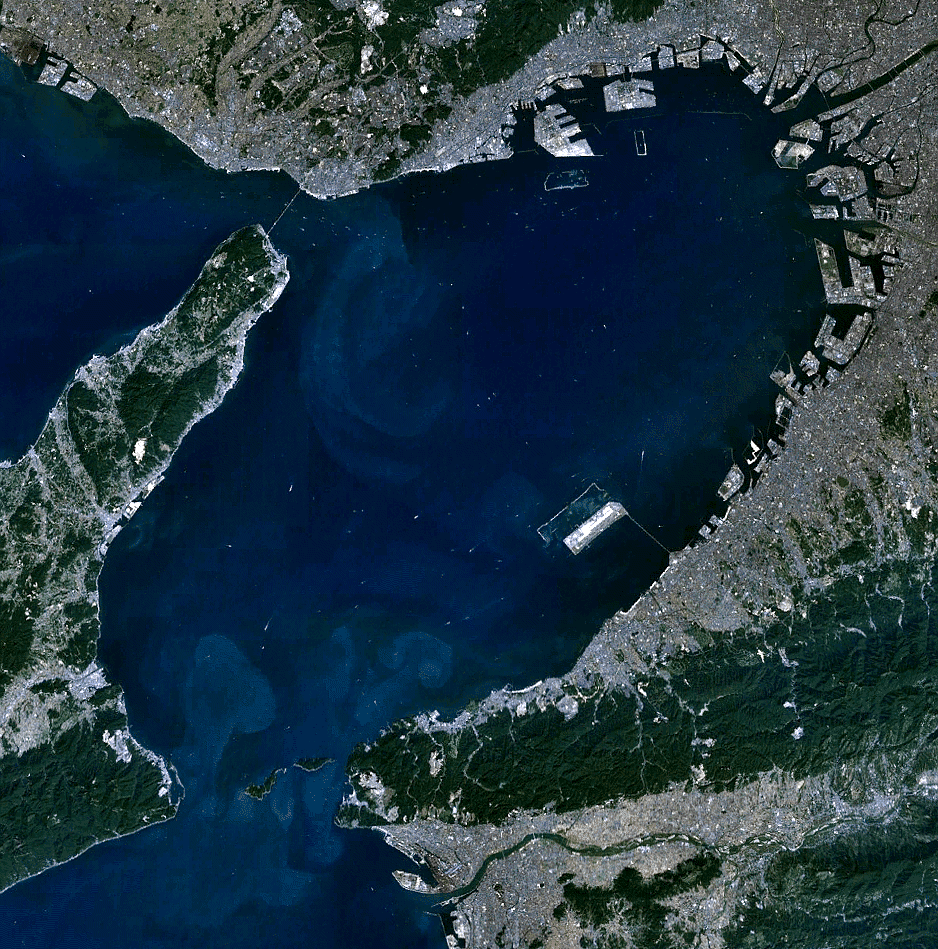

大阪灣（日语：／ Ōsaka wan */?）指的是大阪與淡路島之間的橢圓形的海灣，屬于瀨戶內海的一部分。南面通過紀淡海峽與紀伊水道和太平洋相通。該海灣與東京灣一樣，被工業地帶所包圍，设有神户港、大阪港、阪南港等多个港口，以及大阪湾和阪神两个引航区。除了西宮市、貝塚市和淡路島地區的海岸外，其他都是人工海岸。由于常有垃圾傾倒，加上工業污染，該灣的水質較差，而有青潮出現。

## 沿岸的自治體
- 大阪府
泉南郡岬町、阪南市、泉南市、泉南郡田尻町、泉佐野市、貝塚市、岸和田市、泉北郡忠岡町、泉大津市、高石市、堺市、大阪市
- 兵庫縣
尼崎市、西宮市、芦屋市、神戶市、淡路市、洲本市
- 和歌山縣
和歌山市

## 外部連結
- 大阪湾環境データベース（国土交通省近畿地方整備局）
- 2006年水質一斉調査資料